# クラーケン (潜水艦)
クラーケン (USS Kraken, SS-370) は、アメリカ海軍の潜水艦。バラオ級潜水艦の一隻。艦名は海の怪物クラーケンに因んで命名された。

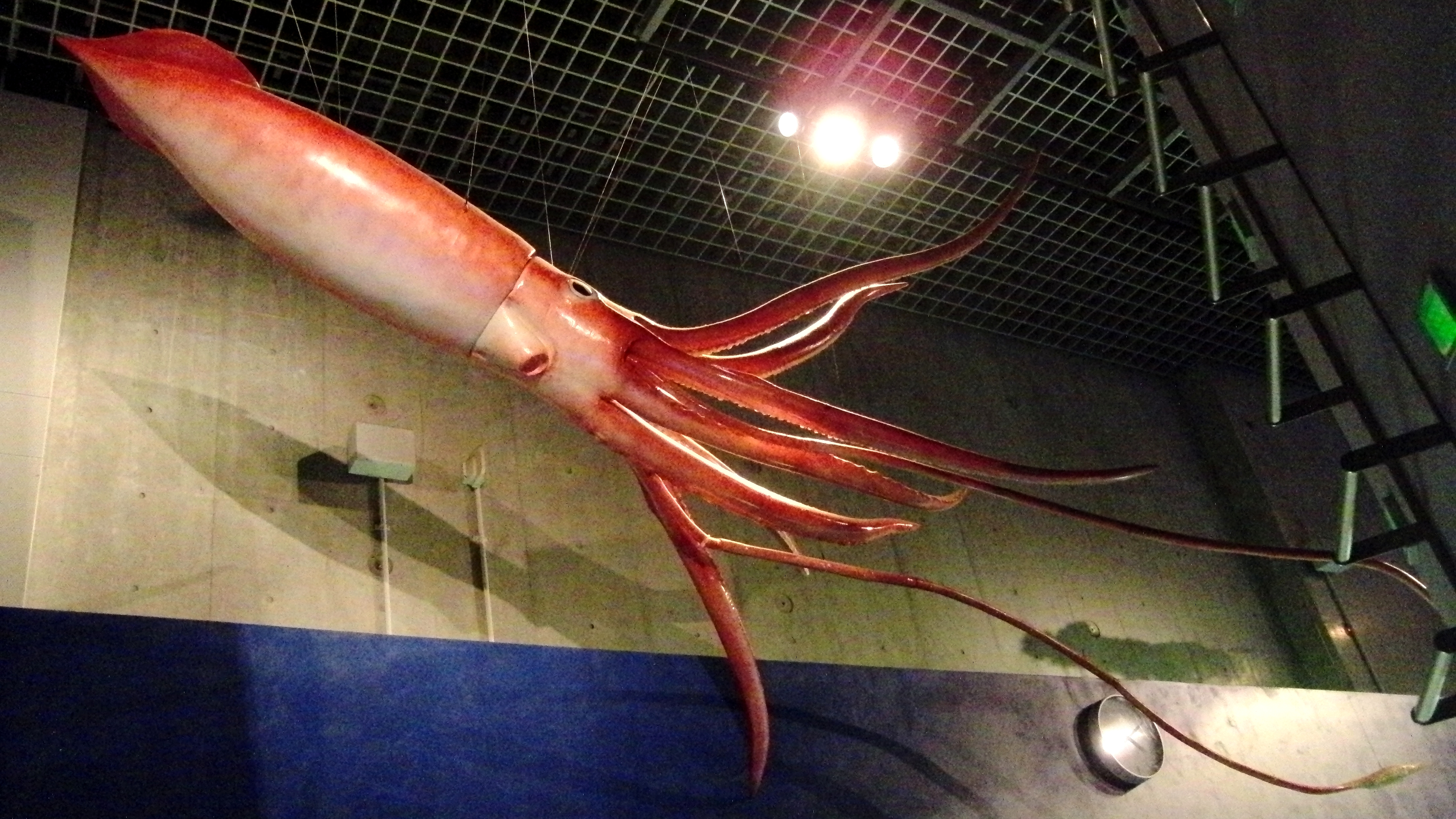
モデルの一つといわれるダイオウイカの模型）

## 艦歴
クラーケンは1943年12月13日にウィスコンシン州マニトワックのマニトワック造船で起工した。1944年4月30日にカリフォルニア州選出下院議員ジョン・Z・アンダーソンの夫人によって命名、進水し、9月8日に艦長トマス・H・ヘンリー中佐（アナポリス1935年組）の指揮下就役する。就役後、9月27日に出航。シカゴからロックポートを経由して、浮きドックに納められた上ミシシッピ川を下り、10月4日にルイジアナ州アルジャースに到着した。10日後アルジャースを出航しパナマ運河を通過、パナマ湾での訓練を開始した。11月4日にハワイに向けて出航し、21日に真珠湾に到着した。

### 哨戒
12月12日、クラーケンは最初の哨戒で南シナ海に向かった。23日にサイパン島に到着し、補給を済ませ翌朝出航。インドシナ半島沖の哨戒海域に到着した。インドシナの哨戒海域では、折から南シナ海に進撃してきた第38任務部隊の救助任務に当たる。救助任務期間中にクラーケンは荒天の中レキシントン (USS Lexington, CV-16) の艦載機パイロットを救助し、敵機の機銃掃射を潜航によって回避した。哨戒任務では敵船を発見することはなかった。1945年2月14日、クラーケンは64日間の行動を終えてフリーマントルに帰投した。
3月15日、クラーケンは2回目の哨戒で南シナ海に向かった。シンガポールおよびサイゴンに対して攻撃を行う空母部隊の支援として南シナ海での救助任務に当たる。任務完了後、4月26日に43日間の行動を終えてスービック湾に帰投した。
5月19日、クラーケンは3回目の哨戒で南シナ海、タイランド湾に向かった。最初の哨戒海域で敵艦の探索を行ったものの徒労に終わり、クラーケンは6月19日にジャワ海に移動。バンテン州のメラクに対して砲撃を行い、No.58 Tachibana Maru を撃沈した。その3日後、8隻の船から成る敵船団を追跡したクラーケンは雷撃により油槽船と沿岸汽船を撃沈、砲撃により敵駆潜艇を破壊し、3隻3,000トンの戦果を挙げたと判断した。7月3日、クラーケンは45日間の行動を終えてにフリーマントルに帰投した。
7月29日、クラーケンは4回目の哨戒でジャワ海に向かった。ジャワ海での敵艦探索中に終戦の知らせを受けたクラーケンは任務を終了。8月21日に23日間の行動を終えてスービック湾に帰投した。
クラーケンは第二次世界大戦の戦功で1個の従軍星章を受章した。

### 戦後
クラーケンは8月31日にスービック湾を出航、真珠湾を経由して9月22日にサンフランシスコに到着する。10月14日、クラーケンはハルゼー提督率いる第3艦隊の一部として、第3艦隊旗艦の戦艦サウスダコタ (USS South Dakota, BB-57) らと共にゴールデンゲートブリッジをくぐり凱旋した。その10日後、ワシントン州ロングヴューを訪問したクラーケンは終戦後初の海軍記念日式典に参加、10月31日にサンフランシスコに帰還し、1946年5月4日に同地で退役し太平洋予備役艦隊入りし、長く予備役状態で保管された。

### スペイン海軍で
クラーケンは1958年9月18日に活性化のため真珠湾海軍造船所に入渠、スペインに貸与するためのフリート・シュノーケル改修が行われた。改修後スペイン海軍の水兵が数ヶ月間真珠湾で慣熟訓練を行い、1959年10月25日にアルミランテ・ガルシア・デ・ロス・レイエス (SPS Almirante García de los Reyes, S-31) としてスペイン海軍に就役した。艦名はスペイン海軍の潜水艦のパイオニアであるマテオ・ガルシア・デロス・レイエス (1862 - 1936) に因んだものであった。長すぎる艦名はしばしば問題となり、A・G・デ・ロス・レイエス (A. G. de los Reyes) とのように省略された艦名が使用された。当初の艦番号は E-1 であったが、1961年にNATO式の艦番号がスペイン海軍にも導入され、S-31 と変更された。A・G・デ・ロス・レイエスは1960年代における唯一のスペイン海軍潜水艦であり、「treinta y único」 (thirty only-one) の愛称で呼ばれた。A・G・デ・ロス・レイエスは1960年1月後半にパナマ運河を経由してカルタヘナまで巡航を行った。
その後、A・G・デ・ロス・レイエスは1974年9月16日に退役し、スペインに正式に売却、1974年11月1日にアメリカ海軍から除籍された。その後は同型艦への部品供給艦とされたが、オーバーホールが行われ、ナルシソ・モントリオル (Narciso Monturiol, S-33) に代わって1975年9月1日に再就役した。ナルシソ・モントリオル（元 ピクーダ）は前年の春に深刻な機関故障のため退役を余儀なくされていた。A・G・デ・ロス・レイエスは最終的に1981年4月に退役、1982年4月1日にスペイン海軍を除籍され、スクラップとして処分された。